# Igreja Matriz do Divino Espírito Santo

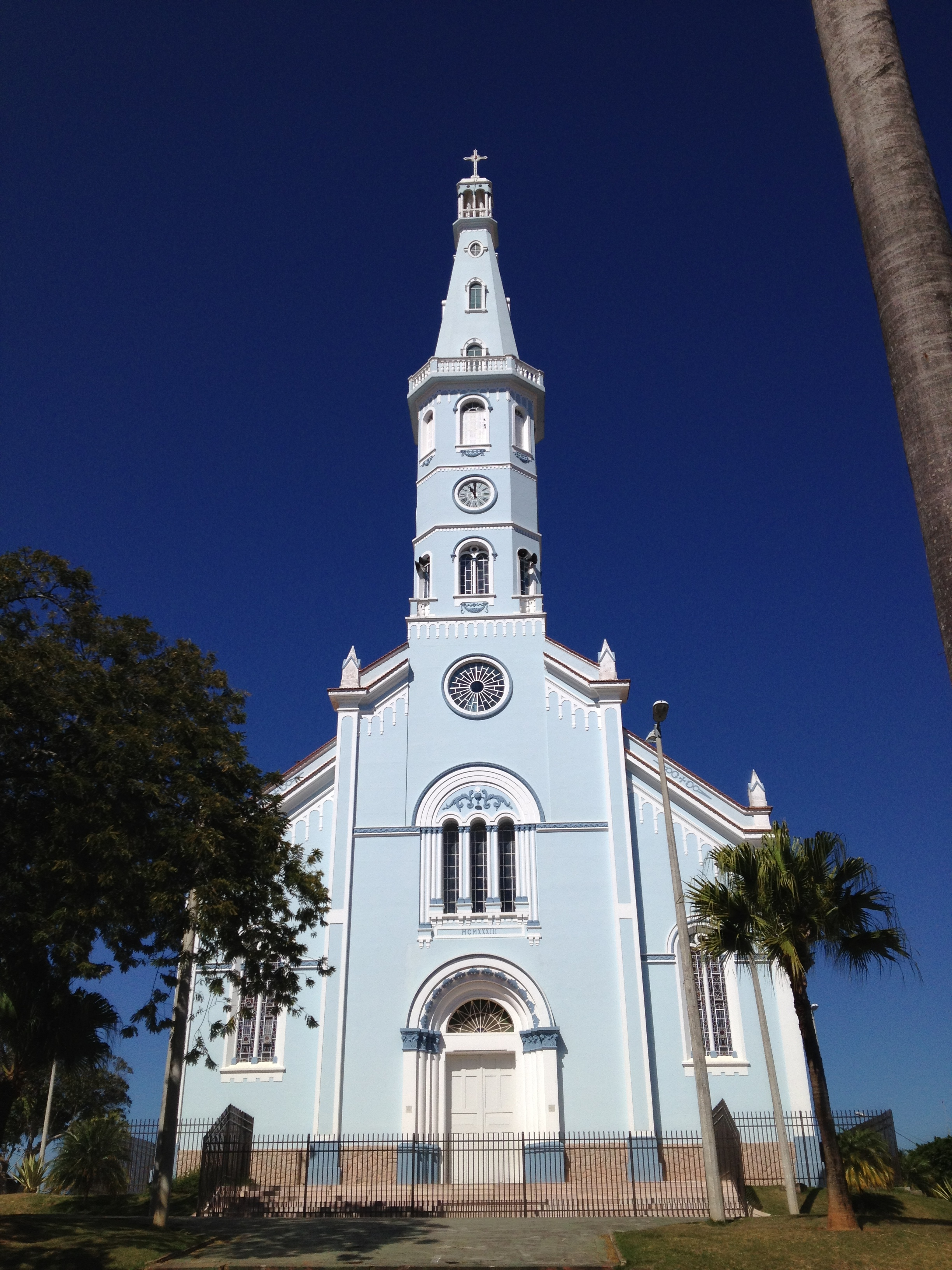
Fachada da Igreja Matriz do Divino Espirito Santo em Elói Mendes

A Igreja Matriz do Divino Espírito Santo, é um templo católico localizado no município de Elói Mendes no Sul de Minas Gerais, no Brasil. Foi tombado como patrimônio histórico e cultural pelo IEPHA/MG.
Situada na Praça da Matriz, no centro da cidade, foi construída entre 1930 e 1933  e é um dos poucos templos exemplares em estilo neorromânico no Brasil, assim como a Igreja de Santa Ifigênia em São Paulo. A Igreja Matriz possui grande suntuosidade, proeminência e destaque, com uma torre de 55 metros de altura em uma área edificada de 50 metros de comprimento por 20 metros de largura e localização na parte alta da sede do pequeno município mineiro.
Em 3 de agosto de 1939, a Matriz sofreu um incêndio causando graves danos, porém, com a colaboração dos habitantes de Elói Mendes, foi restaurada em muito pouco tempo.